# Орешкович, Божидар
Божидар Орешкович (хорв. Božidar Orešković; 21 августа 1942, Загреб, Независимое государство Хорватия —   9 июля 2010, Велика-Горица, Хорватия — хорватский и югославский актёр театра, кино и телевидения.

## Биография
Учился актерскому мастерству в Академии театрального искусства в Загребе. Играл на сцене Хорватского национального театра, где исполнил ряд заметных характерных драматических ролей, персонажей Уильямса, Шекспира, Држича, Ибсена, Лорки, Сартра, Крлежа, Маринковича, Достоевского, Шудраки, Миллера, Беговича и др.
Снимался в кино и на телевидении. С 1963 по 2010 год участвовал в съёмках более 50 фильмов и ТВ сериалов.
Покончил жизнь самоубийством.

## Избранная фильмография
- "Novogodišnja pljačka"  (1997.)
- "Zavaravanje" (1998.)
- "Četverored"  (1999.)
- "Je li jasno, prijatelju?"  (2000.)
- "Kraljica noći"  (2001.)
- "Konjanik"  (2003.)
- "Slučajna suputnica"  (2004.)
- "Snivaj zlato moje"  (2005.)
- "Volim te"  (2005.)
- "Crveno i crno" (2006.)
- Живые и мёртвые (2007.)